# Pleșești (Berca), Buzău
Pleșești este un sat în comuna Berca din județul Buzău, Muntenia, România.

## Personalități
- Alexandru Albu (n.1928), deputat FSN în legislatura 1990-1992